# Ernest Kubica
Ernest Franciszek Kubica (ur. 1942) – polski inżynier budownictwa. Absolwent z 1967 Politechniki Wrocławskiej. Od 2005 profesor na Wydziale Budownictwa Lądowego i Wodnego Politechniki Wrocławskiej i dziekan tego wydziału (1996-2002). Prorektor Politechniki Wrocławskiej (2002-2008).